# Međunarodni sud za ratne zločine počinjene na području bivše Jugoslavije
Međunarodni sud za ratne zločine počinjene na području bivše Jugoslavije (eng. International Criminal Tribunal for the former Yugoslavia, ICTY) osnovan je od Vijeća sigurnosti UN-a 1992., a počeo je djelovati 1993. sa sjedištem u Den Haagu u Nizozemskoj.

## Povijest

### Zbivanja na području bivše Jugoslavije
Napadi JNA na zakonito i demokratski izabrane vlasti, i to ponajprije u Sloveniji od 26. lipnja, a potom u Hrvatskoj od sredine kolovoza 1991., te u Bosni i Hercegovini od 1992., bili su popraćeni brutalnostima nezapamćenima u Europi nakon Drugog svjetskog rata. U tome su sudjelovale i srpske paravojne snage i naoružane skupine pojedinaca u Hrvatskoj i BiH.
Na egzemplarnoj osnovi vršili su se pokolji nemoćnih staraca na nacionalnoj osnovi kojih je cilj bio poticanje vala izbjeglica sa zaposjednutih područja. Planski se rušilo kuće prognanih osoba te njihova groblja, crkve i džamije, s ciljem da se na osvojenim područjima zatre svaki trag prognanog pučanstva. Ta zločinačka politika bila je potaknuta željom za osvajanjem područja i prekrajanjem granica postojećih republika koje su se emancipirale u nove države. Uz to se organiziralo sustavno silovanje žena i njihovo držanje u zatočeništvu do vremena kada je pobačaj postao nemoguć. Civili - muškarci, žene, djeca i starci - držani su u koncentracijskim logorima Omarska, Keraterm, Trnopolje, Ljubija i drugima, nalik na one iz vremena nacizma.
U tim sukobima, koji su poticali na mržnju i osvetu, žrtve kršenja pravila humanitarnog prava bili su civili i zarobljenici srpske, kao i ostalih nacionalnosti, i to osobito u vrijeme sukoba Hrvata i Muslimana u Bosni i Hercegovini. S Kosova je 1999. nasilno protjerano oko 700 000 Albanaca. Ali nakon što su se srpske vlasti povukle iz te pokrajine, žrtve ubojstava i protjerivanja bili su Srbi i Crnogorci. Tako, iako u različitim razmjerima, žrtve tih zločina bili su pripadnici svih nacionalnih i vjerskih skupina na tim područjima.
Bombardirani su i rušeni gradovi s njihovim pučanstvom (Vukovar, Dubrovnik, Sarajevo, istočni Mostar pod opsadom i dr.). Prema nekim procjenama koje su možda preuveličane, u Hrvatskoj, BiH, te na Kosovu, ubijeno je oko 800 000 ljudi. No, sigurno je da je oko 3 milijuna ljudi protjerano ili su izbjegli iz svojih domova.
Zločinačka zvjerstva u BiH okončan je osvajanjem srebreničke enklave i pokoljem između 7 i 8 tisuća muškaraca u ljeto 1995. Koncem te godine bio je sklopljen Daytonski sporazum. Sukobi na Kosovu okončani su uspostavom međunarodne uprave nad tom pokrajinom temeljem rezolucije Vijeća sigurnosti UN-a 1244, od 10. srpnja 1999.
Izgoni civila iz njihovih domova i svi pokušaji promjene nacionalnog sastava pučanstva koji su nazvani "etničkim čišćenjem" osuđeni su rezolucijama Vijeća sigurnosti UN-a, počevši od one 752 od 15. svibnja 1992.

### Osnivanje Međunarodnog kaznenog tribunala za bivšu Jugoslaviju
Rezolucijom 827 od 25. svibnja 1993., Vijeće sigurnosti ustanovilo je sudbeno tijelo, čiji je skraćeni naziv "Međunarodni kazneni tribunal za bivšu Jugoslaviju" (eng. International Criminal Tribunal for the Former Yugoslavia, fra. Tribunal pénal international pour l'ex-Yugoslavie). Puni naziv suda glasi "Međunarodni tribunal za kažnjavanje osoba odgovornih za teška kršenja međunarodnog humanitarnog prava počinjena na području bivše Jugoslavije". Uz Rezoluciju prihvaćeno je izvješće Glavnog tajnika UN-a kojemu je pridodan Statut tog Tribunala.
Taj Tribunal je prvi koji nije osnovan sporazumom čak niti pobjedničkih država nakon nekog rata, nego rezolucijom na temelju poglavlja VII. Povelje UN-a. Time i njegov Statut pravno obvezuje sve države članice UN-a. Počeo je djelovati 18. studenog 1993. u svom sjedištu u Den Haagu u Nizozemskoj. Postoje kritike kako je osnivanje takvog suda bilo protupravno. Međutim, Prizivno vijeće Tribunala je u presudi Tadić od 2. listopada 1995., s uvjerljivim pravnim razlozima odbacilo mnogobrojne argumente obrane optuženika kojima je osporavana nadležnost Vijeća sigurnosti UN-a da ustanovi to ad hoc kazneno sudbeno tijelo. U toj presudi navedeno je da ustanovljenje Tribunala ne znači da je Vijeće sigurnosti na njega delegiralo neke svoje dužnosti, niti znači uzurpaciju dužnosti drugih tijela UN-a, nego "mjeru koja doprinosi ponovnom uspostavljanju i održanju mira u bivšoj Jugoslaviji". No, u svojoj kasnijoj praksi, Tribunal je sebi pridavao na svoju štetu neke dužnosti koje prema na čelu specijalizacije ne spadaju u kazneni sud.
Sudce bira Opća skupština UN-a s liste između 22 i 33 kandidata koju predlaže Vijeće sigurnosti. Biraju se na četiri godine s mogućnošću ponovnog izbora. Tribunal se sastoji od vijeća od po tri člana koja presuđuju u prvom stupnju te od Prizivnog vijeća od pet sudaca. U početku se Tribunal sastojao od jedanaest sudaca podijeljena u dva prvostupanjska vijeća od po tri sudca, te u Prizivno vijeće od pet sudaca. Rezolucijom Vijeća sigurnosti 1166 od 13. svibnja 1998., taj je propis izmijenjen i predviđeno je ustanovljenje i trećeg prvostupanjskoj vijeća od tri nova sudca.

## Nadležnosti

### Ratione materiae
Prema čl. 1. Statuta, Tribunal je nadležan ratione materiae za kažnjavanje osoba odgovornih za teška kršenja međunarodnog humanitarnog prava počinjena na području bivše Jugoslavije od početka 1991. Međunarodni zločini glede kojih je Tribunal nadležan proizlaze iz općeg običajnog međunarodnog prava, a ne iz posebnih ugovornih obveza bilo bivše Jugoslavije ili njezinih država sljednica. Tribunal je nadležan za kažnjavanje četiriju skupina međunarodnih zločina kako su formulirani u člancima 2. do 5. Statuta.
U čl. 2. formuliraju se "teška kršenja Ženevskih konvencija iz 1949.", i to kako slijedi: (a) namjerno ubojstvo; (b) mučenje i neljudsko postupanje, uključujući biološko eksperimentiranje; (c) namjerno nanošenje teške patnje ili ozbiljne ozljede tijela ili zdravlja; (d) opsežno uništavanje i oduzimanje imovine koje nije uvjetovano vojnom potrebom, a poduzeto je protupravno i samovoljno; (e) prisiljavanje ratnih zarobljenika ili civila na služenje u neprijateljskim snagama; (f) namjerno uskraćivanje ratnim zarobljenicima ili civilima prava na pravičan i nepristran sudski postupak; (g) nezakonitu deportaciju ili premještanje civila ili njihovo nezakonito zatočenje; (h) uzimanje civila kao talaca.
Kako je Tribunal nadležan za međunarodne zločine koji proizlaze iz općeg običajnog međunarodnog prava, a ne iz posebnih ugovornih obveza, tako u njegovoj nadležnosti nisu teška kršenja koja predviđa Dopunski protokol I. Ženevskih konvencija od 1977., kao što je poduzimanje napada na građevine ili instalacije koje sadrže opasne sile uz saznanje da će takav napad uzrokovati prekomjerne gubitke života, povrjede civila ili oštećenje civilnih objekata.
U komentaru tog članka izloženom u izvješću Glavnog tajnika UN-a, ističe se da te Ženevske konvencije obuhvaćaju srž običajnog prava primjenljivog u međunarodnim oružanim sukobima. U odluci Prizivnog vijeća Tribunala u slučaju Duško Tadić od 2. listopada 1995., navodi se: "...na današnjem stupnju razvitka prava, članak 2. Statuta primjenjuje se jedino na prijestupe počinjene u kontekstu međunarodnih oružanih sukoba".
Čl. 3. Statuta formulira "kršenja zakona i običaja rata".
Ta su kršenja obuhvaćena u Pravilniku pridodanom uz Četvrtu hašku konvenciju iz 1907., o zakonima i običajima rata na kopnu, iako ne sva. U komentaru se poziva na navod nürnberške presude iz 1946. da su do 1939. te odredbe priznavali svi civilizirani narodi i bile su smatrane iskazom zakona i običaja rata. U naprijed navedenoj presudi Duško Tadić, ustanovljeno je da "...po članku 3. Međunarodni tribunal ima sudbenost glede djela navedenih u optužnici, bez obzira jesu li se zbila u unutarnjem ili međunarodnom oružanom sukobu...".
Odgovornost za kršenje obuhvaća, ali se prema čl. 3. ne ogranučuje, na: (a) uporabu otrovnog ili drugog oružja čijim se korištenjem nanosi nepotrebna patnja; (b) samovoljno uništavanje gradova i sela ili pustošenje koje nije opravdano vojnom potrebom; (c) napad ili bombardiranje bilo kojim sredstvima nebranjenih gradova, sela, objekata ili zgrada; (d) osvajanje, uništavanje ili namjerno oštećenje ustanova namijenjenih vjeri, dobrotvornim svrhama, odgoju, umjetnosti i znanosti, povijesnih spomenika, umjetnina i znanstvenih djela; (e) pljačkanje javne i privatne imovine.
U čl. 4. predviđa se nadležnost Tribunala za kažnjavanje genocida, koji je definiran strogo prema člancima II. i III. Konvencije o genocidu iz 1948. U komentaru toga članka ponavlja se navod iz Konvencije da se taj zločin može počiniti u doba mira i u doba rata.
Genocid je svako dalje navedeno djelo "počinjeno s namjerom da se u cijelosti ili djelomično uništi neka nacionalna, etnička, rasna ili vjerska skupina", kao što je: (a) ubijanje pripadnika skupine; (b) nanošenje teške tjelesne ili duševne povrjede pripadnicima skupine; (c) namjerno nametanje skupini takvih životnih uvjeta kojima je cilj njezino postupno ili djelomično uništenje; (d) nametanje mjera s namjerom sprječavanja porođaja u okviru skupine; ili (e) prisilno premještanje djece iz skupine u neku drugu skupinu.
Kažnjiva su sljedeća djela: (a) genocid; (b) urota kojoj je cilj genocid; (c) izravno i javno poticanje na genocid; (d) pokušaj počinjenja genocida; (e) sudioništvo u genocidu.
Konačno, čl. 5. Statuta predviđa kažnjavanje za zločine protiv čovječnosti.
Komentar toga propisa ističe da su ti zločini bili najprije priznati u Statutu i u presudi Nürnberškog tribunala, te u Zakonu br. 10. Kontrolnog povjerenstva za Njemačku. Dakle, prije Londonskog sporazuma iz 1945., ti zločini nisu bili predmetom ugovorne kodifikacije. U tome se komentaru dalje navodi da su u sukobu na području bivše Jugoslavije takva neljudska djela dobila oblik tzv. "etničkog čišćenja" kao i rasprostranjenog i sustavnog silovanja i drugih oblika seksualnog zlostavljanja, uključujući i prisilno prostituiranje. Bitno je, dakle, da to nisu novi međunarodni zločini, nego samo neki posebni oblici otprije priznatih zločina protiv čovječnosti.
Čl. 5. navodi sljedeće zločine počinjene u oružanom sukobu, kako međunarodnog tako i unutarnjeg značaja, a koji su upereni protiv civilnog pučanstva: (a) ubojstvo; (b) istrjebljenje; (c) porobljavanje; (d) protjerivanje; (e) zatočenje; (f) mučenje; (g) silovanje; (h) proganjanje na političkoj, rasnoj ili vjerskoj osnovi; (i) ostali neljudski postupci.
U tekstu čl. 5. zločini protiv čovječnosti više se ne povezuju s izvršenjem drugih zločina iz tog Statuta. Oni time postaju samostalna skupina međunarodnih zločina koji mogu biti počinjeni bilo u međunarodnom ili nemeđunarodnom oružanom sukobu, ali i u doba mira. Tribunal ih je s pravom primjenjivao kao takve.

## Kritika
- Bivša glasnogovornica suda Florence Hartmann kritizira da je sud dozvolio Srbiji zaštitili dokumente od 'vitalnih nacionalnih interesa'. Zbog objavljivanja povjerljivih odluka tog suda, kojima se potvrđuje odobravanje zaštitnih mjera za ratne dokumente koji ukazuju na direktnu umiješanost Srbije u genocidu osuđena je na kaznu od 7.000 €.[6]
- Klaus-Peter Willsch u odnosu na prvostupanjsku osudu generalu Anti Gotovini, u kojoj se za pokojnog hrvatskog predsjednika Franju Tuđmana postumno utvrđuje da je sudjelovano u "udruženom zločinačkom pothvatu" usporeduje slučajem iz 897. kada je papa Stjepan VI. dao ekshumirati leš pape Formoza, staviti na ispitivanje i postumno ga proglasilo krivim.
- Bivši suradnik Attila Hoare ICTY-a tvrdi da je istražni tim radio na optužnici zbog "udruženog zločinačkog poduhvata" Veljku Kadijeviću, Blagoju Adžiću, Borisavu Joviću, Branku Kostiću, Momiru Bulatoviću i drugih. Međutim, nakon intervencije Carle del Ponte nacrt je odbijen, a optužnica ograničena samo na Miloševića a kao rezultat toga je većina od tih pojedinaca nikada nisu optuženi.[7][8]
- Grčki sveučilišni profesor prava Konstantinos D. Magliveras navodi da Tribunal djeluje po vlastitim pravilima po vlastitim izboru bez nezavisnog nadzora. Premda je tužitelj organ Međunarodnog suda, posjeduje dominantnu ulogu u postupku. Izjave tajnih svjedoka, priznaju se kao valjan dokaz.
- Njemački sveučilišni profesor Norman Paech kritizira, da je tribunal politički instrumentaliziran.[9]
- Tribunal se ne bavi ratnim zločinima počinjenim od strane drugih država[10][11]
- Visoki troškovi suda. Proračun tribunala za 2004. i 2005. bio je 271.854.600 $ (trenutačno 306 milijuna dolara). Trošak snose svi članovi UN-a.
- Dugogošinja trajanja suđenja.
- Sud može pogoršavati napetosti i štetiti pomirenju.[12]
- Na Haškom sudu nasilno je uvedena jezična konstrukcija "BHS-jezik" (bosansko-hrvatsko-srpski) unatoč tomu što je u znanstvenoj literaturi strana slavistika već odavno prihvatila da su hrvatski i srpski dva posebna književna jezika. Haški sud one koji hrvatski i srpski jezik vrednuju kao dva književna jezika obilježava "nacionalistima".

Protiv takvog nepriznavanja različitosti jezika i prisiljavanja optuženika da se služe jezičnim bastardom javno je prosvjedovao Vojislav Šešelj, a zahtjev mu je 2004. odbijen s obrazloženjem, koje je 23. studenoga 2004. u ime tužiteljstva potpisao Hildegard Uertz Retzlaff:
„[...] inzistiranje optuženoga na postojanju srpskoga kao posebnoga jezika nema realnu podlogu. U jezikoslovnome smíslu srpskohrvatski jezik ne može se razdvojiti na dva ili više jezika. Iako nacionalisti kao što je optuženi mogu inzistirati na uporabi „srpskoga“ ili „hrvatskoga“ ili „bosanskoga“ jezika, to su samo različite oznake koje se daju istomu članu južnoslavenskog ogranka indoeuropske porodice jezika. Razlike u pisanju, sintaksi i izgovoru nisu dovoljno značajne da bi se "srpski", "hrvatski" i "bosanski" tretirali kao odvojeni jezici. Svaka eventualna autonomija koja zaista postoji između tih takozvanih "različitih jezika", potječe od ideoloških i političkih vrijednosti koje su sa znanstvenoga, jezikoslovnog stajališta, bezvrjedne" ”
Dalje se tekstovi koje se nalaze na mrežnim stranicama Haškog suda ostvaruje najradije u ijekavskoj srpskoj inačici, no moguće su i druge kombinacije.
- Theodor Meron, predsjednik Žalbenog vijeća Haškog suda u slučaju Gotovina – Markač, potpisao je "odbijenicu" na zahtjev 12 vojnih i pravnih stručnjaka iz SAD-a, Kanade i Velike Britanije, koji su tražili da Vijeće oslobodi generale, upozoravajući da će, prihvate li se obrazloženja prvostupanjske presude, de facto postati nemoguće ratovati jer sve može biti zločin.[14]